# Elaeocarpus kostermansii
Elaeocarpus kostermansii är en tvåhjärtbladig växtart som beskrevs av Weibel. Elaeocarpus kostermansii ingår i släktet Elaeocarpus och familjen Elaeocarpaceae. Inga underarter finns listade i Catalogue of Life.